# Koasati
Koasati (Coushatta), pleme Muskhogean Indijanaca nastanjeno u ranom 18. stoljeću u području današnjeg grada Montgomery u Alabami. 

## Ime
Značenje imena je nepoznato. Često se navodi i kao Coosawda, Coushatta i skračeno Shati.

## Povijest
Swanton za ranu lokaciju Koasatija navodi mjesto gdje se spajaju Coosa i Tallapoosa, a najpoznatije selo Wetumpka, na istočnoj obali Coose u okrugu Elmore. Wetumpka se kasnije podijelila na Big Wetumpka, gdje je suvremena Wetumpka, i Little Wetumpka, kod slapova Coose. Nakon pobjede Engleza nad Francuzima, tamo iza 1763., mnogi Koasati i Alabame napuštaju svoje domove i prelaze preko Mississippija u Louisianu. U Louisiani Koasati podigoše sebi nekoliko naselja, najveće kod ušća Quicksand Creeka na istočnoj obali Sabine. Uskoro oni počeše prelaziti na područje Teksasa, što ga tada držaše Španjolci. Španjolski službenici ih dočekaše lijepo, očekivali su naime ojačati istočnu granicu prijateljskim plemenima. Koasati su ovuda tumarali oko Red Rivera i Sabine. Španjolcima su služili kao stražari i izviđači na strateškim položajima uz rijeku Trinity. Godine 1830. 600 ih je živjelo na ili blizu svojih nezavisnih sela. Ovdje su se bavili lovom, ribolovom, sakupljanjem i trgovinom sa Španjolcima. Na sadašnjem okrugu San Jacinto nalazilo se Upper Coushatta Village (Battise Village), sada pod vodom jezera Livingston. Swanton smatra da su Koasati u tom selu 1850. imali 500 ratnika, uključujući i Colita's Village (Lower Coushatta Village). Drugo njihovo naselje Long King's Village (Middle Coushatta village) nalazilo se na slivu Tempe Creeka i Long King Creeka, u okrugu Polk, oko dvije milje sjeverno od brane Lake Livingston Dam, na rijeci Trinity. Ovo selo bijaše njihovo glavno središte, u njemu je živio Long King, glavni poglavica nad svim poglavicama Koasatija. Od poglavica iz tog vremena kod teksaških Koasatija spominju se Long King, Tempe, i Long Tom. Po svima njima nazvani su potoci u okrugu Polk. Ostali poglavice bijahu Colita, Ben-Ash, Canasa Gimingu, Chickasaw Abbey, Mingo, Payacho, Pia Mingo, i Usacho. Koasati su ostali neutralni u teksaškoj revoluciji (Texas Revolution), ali su za vrijeme 'Runaway Scrape', bijega teksaških obitelji pred najezdom vojske Antonio López de Santa Anna, pomagali tim ljudima i hranili ih kad su tražili skloništa i zaštitu po njihovim selima. Godine 1839. pojaviše se Comanche i napadoše Long King's Village. Ali i Koasati su ratnici, pobijediše i otjeraše neprijatelja. Pleme počinje raditi na tome da im se dodijeli zemlja za rezervat. Sve će pasti u vodu. Godine 1852. umre poglavica Colita. Ovaj poglavica bio je toliko efektivan i popularan da Galveston News s tugom piše o njegovoj smrti. Što nije pošlo Koasatima za rukom, pošlo je njihovim rođacima i prijateljima Alabamama, oni dobiše(1854.)  rezervat u okrugu Polk. Dio ih se udružio s Alabamama (1859.) u tom okrugu, gdje im potomci žive i danas. Dio ih ostade u Colita's Village u San Jacinto County do 1906, kada su se pridružili onima u okrugu Polk. Veliki dio pak se vratio u Louisianu, u blizinu Kindera. Dijelovi Koasatija u Alabami udružilo se s Creekima na putu za Oklahomu. Njihovi potomci i danas žive po navedenim državama.

## Kultura
Koasati su kulturno pripadali Jugoistočnim Indijancima, sjedilačkim ratarima čija je glavna kultura bio kukuruz. 

## Populacija
Koasati prema NAHDB-u broje tek 500 duša (1700) u Alabami, tako procjenjuje i Swanton za 1760. godinu. Godine 1800.za NAHDB njih ima tek 600, po 200 u Alabami, Louisiani i Teksasu. Sve su ove procjene višestruko srezale njihovo brojno stanje i nepodudarne su i proturječne. Tako su za Swantona, 1850. Koasati imali 500 ratnika samo u selima Battise i Colita's Village, gdje su još žene i djeca. I kasniji brojevi su nepouzdani. Tako BIA iz Louisiane navodi samo Koasatije iz Louisiane kojih je po njima bilo 537 u toj državi 1989. godine. Ethnologue-ov broj, za 2000., vjerojatno samo govornika, od 100 duša u državi Texas i više nigdje, potpuno je besmislen. Godine 2000. NAHDB opet kalkulira da ih je 200 u Alabami, 700 u Louisiani i 100 u Teksasu.

## Vanjske poveznice
- COUSHATTA INDIANS
- The Coushatta Tribe of Louisiana  Arhivirana inačica izvorne stranice od 24. ožujka 2005. (Wayback Machine)
- Red Shoe's People  Arhivirana inačica izvorne stranice od 26. travnja 2006. (Wayback Machine)
- Coushatta Ranch  Arhivirana inačica izvorne stranice od 11. prosinca 2004. (Wayback Machine)
- Red Shoes People: Chronology  Arhivirana inačica izvorne stranice od 28. kolovoza 2005. (Wayback Machine)
- The Alabama-Coushatta Indians
- ALABAMA-COUSHATTA INDIANS
- Coushatta Tribe
- Alabama-Coushatta Indian Reservation  Arhivirana inačica izvorne stranice od 27. rujna 2007. (Wayback Machine)
- Coushatta Indian Baskets & Basketry
- The Coushattas
- Coushatta  Arhivirana inačica izvorne stranice od 15. studenoga 2012. (Wayback Machine)